# Guilin
Guilin (chinesisch 桂林市, Pinyin Guìlín Shì; Zhuang Gveilinz Si; veraltet Post: Kweilin, kurz: 桂,  Guì) ist eine bezirksfreie Stadt in der Volksrepublik China.
Guilin liegt im Nordosten des Autonomen Gebiets Guangxi der Zhuang-Nationalität im Südosten Chinas an den Ufern des Li Jiang (Li-Fluss).
Die chinesischen Schriftzeichen des Namens Guilin bedeuten „Stadt des Duftblütenwalds“; der Name bezieht sich auf die große Anzahl von Osmanthus-Bäumen in der Stadt. Die Stadt ist in einer beeindruckenden Landschaft zwischen Hügeln erbaut.

## Administrative Gliederung
Die Stadt Guilin setzt sich aus sechs Stadtbezirken, acht Kreisen, zwei Autonomen Kreisen und einer kreisfreien Stadt zusammen. Diese sind (Stand: 2018):
- Stadtbezirk Xiangshan (象山区), 89 km², 296.100 Einwohner, PLZ 541002, Sitz der Stadtregierung bis 17. Januar 2013;
- Stadtbezirk Diecai (叠彩区), 52 km², 189.300 Einwohner, PLZ 541001;
- Stadtbezirk Xiufeng (秀峰区), 43 km², 166.300 Einwohner, PLZ 541001;
- Stadtbezirk Qixing (七星区), 71 km², 308.900 Einwohner, PLZ 541004;
- Stadtbezirk Yanshan (雁山区), 306 km², 140.000 Einwohner, PLZ 541006;
- Stadtbezirk Lingui (临桂区), 2.246 km², 482.900 Einwohner, PLZ 541100, Sitz der Stadtregierung seit 18. Januar 2013;
- Kreis Yangshuo (阳朔县), 1.434 km², 289.800 Einwohner, Verwaltungssitz: Großgemeinde Yangshuo (阳朔镇), PLZ 541900;
- Kreis Lingchuan (灵川县), 2.301 km², 375.800 Einwohner, Verwaltungssitz: Großgemeinde Lingchuan (灵川镇), PLZ 541200;
- Kreis Quanzhou (全州县), 3.976 km², 666.900 Einwohner, Verwaltungssitz: Großgemeinde Quanzhou (全州镇), PLZ 541500;
- Kreis Xing’an (兴安县), 2.333 km², 346.900 Einwohner, Verwaltungssitz: Großgemeinde Xing’an (兴安镇), PLZ 541300;
- Kreis Yongfu (永福县), 2.795 km², 248.500 Einwohner, Verwaltungssitz: Großgemeinde Yongfu (永福镇), PLZ 541800;
- Kreis Guanyang (灌阳县), 1.833 km², 244.200 Einwohner, Verwaltungssitz: Großgemeinde Guanyang (灌阳镇), PLZ 541600;
- Kreis Ziyuan (资源县), 1.938 km², 156.300 Einwohner, Verwaltungssitz: Großgemeinde Ziyuan (资源镇), PLZ 541400;
- Kreis Pingle (平乐县), 1.894 km², 388.400 Einwohner, Verwaltungssitz: Großgemeinde Pingle (平乐镇), PLZ 541400;
- Autonomer Kreis Longsheng mehrerer Nationalitäten (龙胜各族自治县), 2.452 km², 161.500 Einwohner, Verwaltungssitz: Großgemeinde Longsheng (龙胜镇), PLZ 541700;
- Autonomer Kreis Gongcheng der Yao (恭城瑶族自治县), 2.139 km², 260.500 Einwohner, Verwaltungssitz: Großgemeinde Gongcheng (恭城镇), PLZ 5415400;
- Stadt Lipu (荔浦市), 1.760 km², 363.200 Einwohner, Verwaltungssitz: Großgemeinde Licheng (荔城镇), PLZ 546600.

## Ethnische Gliederung der Bevölkerung Guilins (2000)
Beim Zensus im Jahre 2000 wurden in Guilin 4.614.670 Einwohner der Großgemeinde gezählt. Beim Zensus von 2010 lag die Stadtbevölkerung bei 963.629.
| Name des Volkes | Einwohner | Anteil  |
| --------------- | --------- | ------- |
| Han             | 3.887.657 | 84,25 % |
| Yao             | 375.902   | 8,15 %  |
| Zhuang          | 216.950   | 4,7 %   |
| Miao            | 58.951    | 1,28 %  |
| Dong            | 48.166    | 1,04 %  |
| Hui             | 17.550    | 0,38 %  |
| Manju           | 1.805     | 0,04 %  |
| Mulam           | 1.585     | 0,03 %  |
| Mongolen        | 1.190     | 0,03 %  |
| Sonstige        | 4.914     | 0,11 %  |

## Geschichte

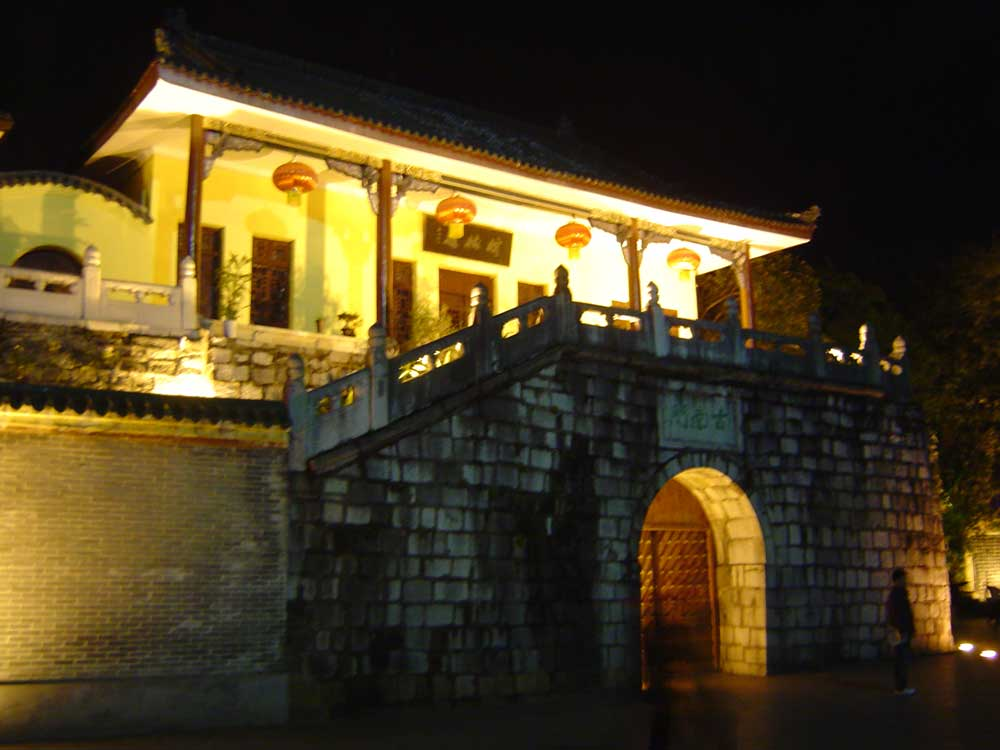
Erhaltenes Stadttor aus der Ming-Zeit

Die Landschaft um Guilin entstand, als vor 200 Millionen Jahren das Urmittelmeer durch tektonische Erhebung des Meeresbodens zurückwich und die übrigbleibenden Berge langsam erodierten.
Die Geschichte Guilins lässt sich etwa 2.100 Jahre zurückverfolgen. In den Quellen wird die Region zum ersten Mal in der Qin-Dynastie erwähnt. Um den Nachschub der Truppen zu gewährleisten, ließ Qin Shihuangdi einen Kanal vom Jangtsekiang in die Gegend von Guilin bauen. Der 34 Kilometer lange Lingqu-Kanal verband den Xiang-Fluss mit dem Li-Fluss.
Eine Verwaltungseinheit an der Stelle des heutigen Guilin wird zum ersten Mal im Jahr 111 v. Chr. (Jahr 6 der Herrschaft des Kaisers Wu der Han-Dynastie) erwähnt, damals als Landkreis Shi.
Von der Song- bis zur Qing-Dynastie war Guilin das kulturelle Zentrum von Guangxi.
Nach der Niederwerfung der Ming durch die Mandschu ließ sich der Ming-Prätendent Zhu Youlang (朱由榔) als Yongli-Kaiser (永曆, Kaiser der immerwährenden Erfahrung) der südlichen Ming-Dynastie in Guilin nieder, bevor er mit seinem Hofstaat nach Burma floh.
1914 wurde der Sitz der Provinzregierung von Guilin nach Nanning verlegt. 1936 zog sich die Kuomintang-regierung der Republik China unter Chiang Kai-shek nach der Eroberung von Nanjing durch das Kaiserreich Japan nach Guilin zurück. Bis zum Jahre 1938 war die Stadt Regierungssitz Chinas. Die Bevölkerung schwoll auf ca. eine Million Einwohner an. 1938 zog die Regierung auf der Flucht vor den japanischen Truppen in das weiter nordwestlich gelegene Chongqing um. 1944 konnten die Japaner Guilin erobern, nachdem durch Bombardierungen die alte Bausubstanz fast vollständig zerstört worden war.

## Bildung
Guilin besitzt mehrere Hochschulen, darunter die Guangxi Normal University, ursprünglich eine Lehrerbildungsanstalt, die Guilin Medical Academy als medizinische Hochschule sowie mehrere Spezialhochschulen, u. a. des Guilin Institute of Tourism, eine Militärakademie sowie die mit einer Fachhochschule vergleichbare Elektrotechnische Universität Guilin.

## Verkehr
Guilin ist über den Flughafen Guilin-Liangjiang erreichbar, der rund 1 Stunde westlich liegt.

## Tourismus

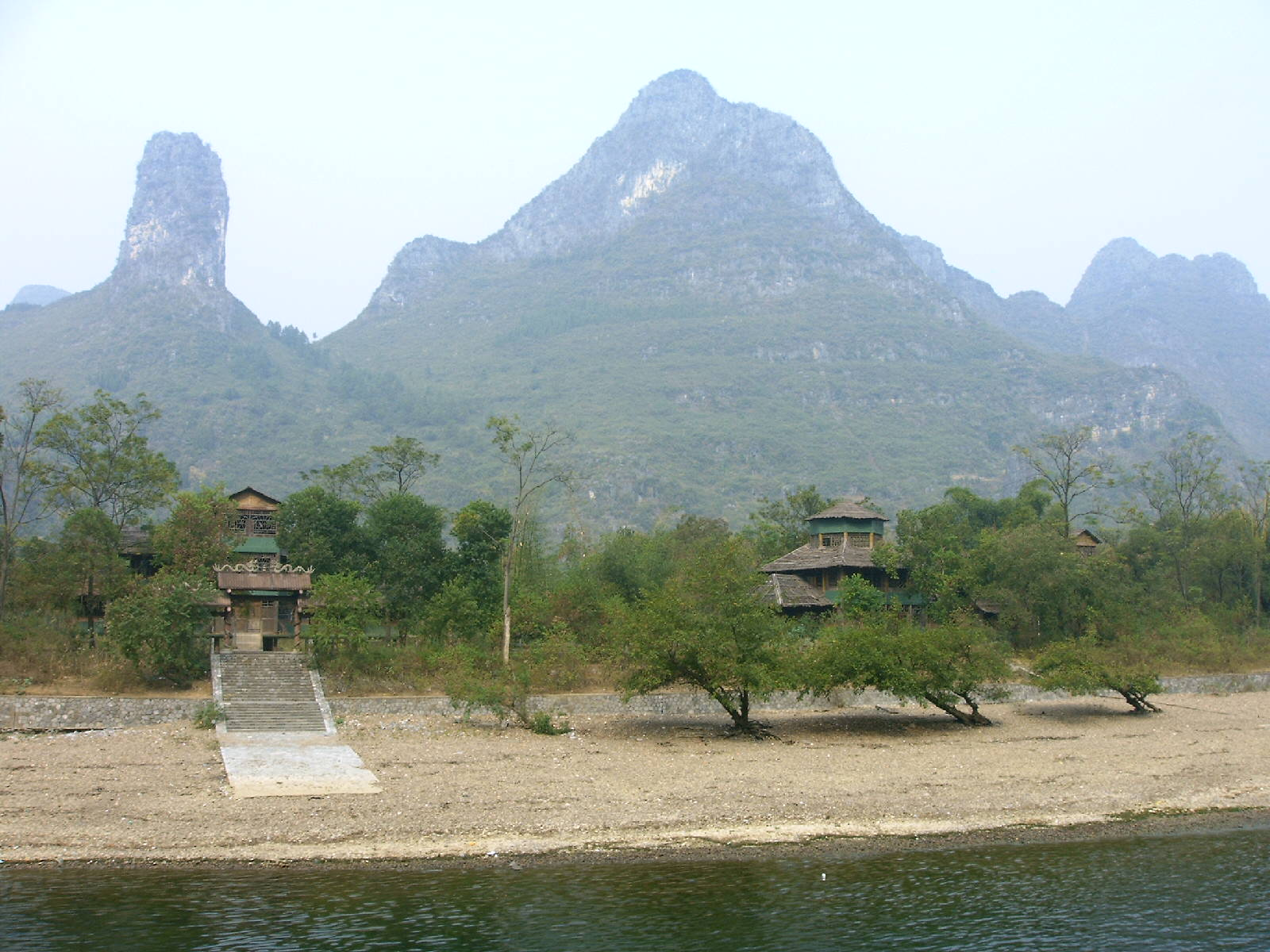
Karstberge am Li-Fluss

Guilin ist wegen seiner Karstberge und der unzähligen Grotten ein beliebtes Urlaubsziel in China. Hier schlängeln sich neben dem Li-Fluss mehrere Seitenarme, Nebenflüsse und Kanäle durch die Stadt, die von einem ganzen Gürtel von Bergen mit bizarren Felsformationen umgeben ist.
Etwa 50 km südlich liegt die Kleinstadt Yangshuo, zu der von Guilin aus Flussfahrten auf speziellen Schiffen mit sehr geringem Tiefgang angeboten werden. In der Hauptreisezeit machen täglich bis zu etwa 10.000 Touristen die gut vierstündige Fahrt (Stand 2007). Die Fahrt und die Umgebung von Yangshuo bieten eine ähnliche Berglandschaft wie Guilin selber, die allerdings noch eindrucksvoller ist.
Ebenso ist es auch möglich, mit dem Bus bis Yangshuo zu fahren und von dort aus eine verkürzte Flussfahrt (ca. 2 Stunden) durchzuführen. Hier werden die sehenswertesten Bereiche mit dem Schiff angefahren.

## Sehenswürdigkeiten

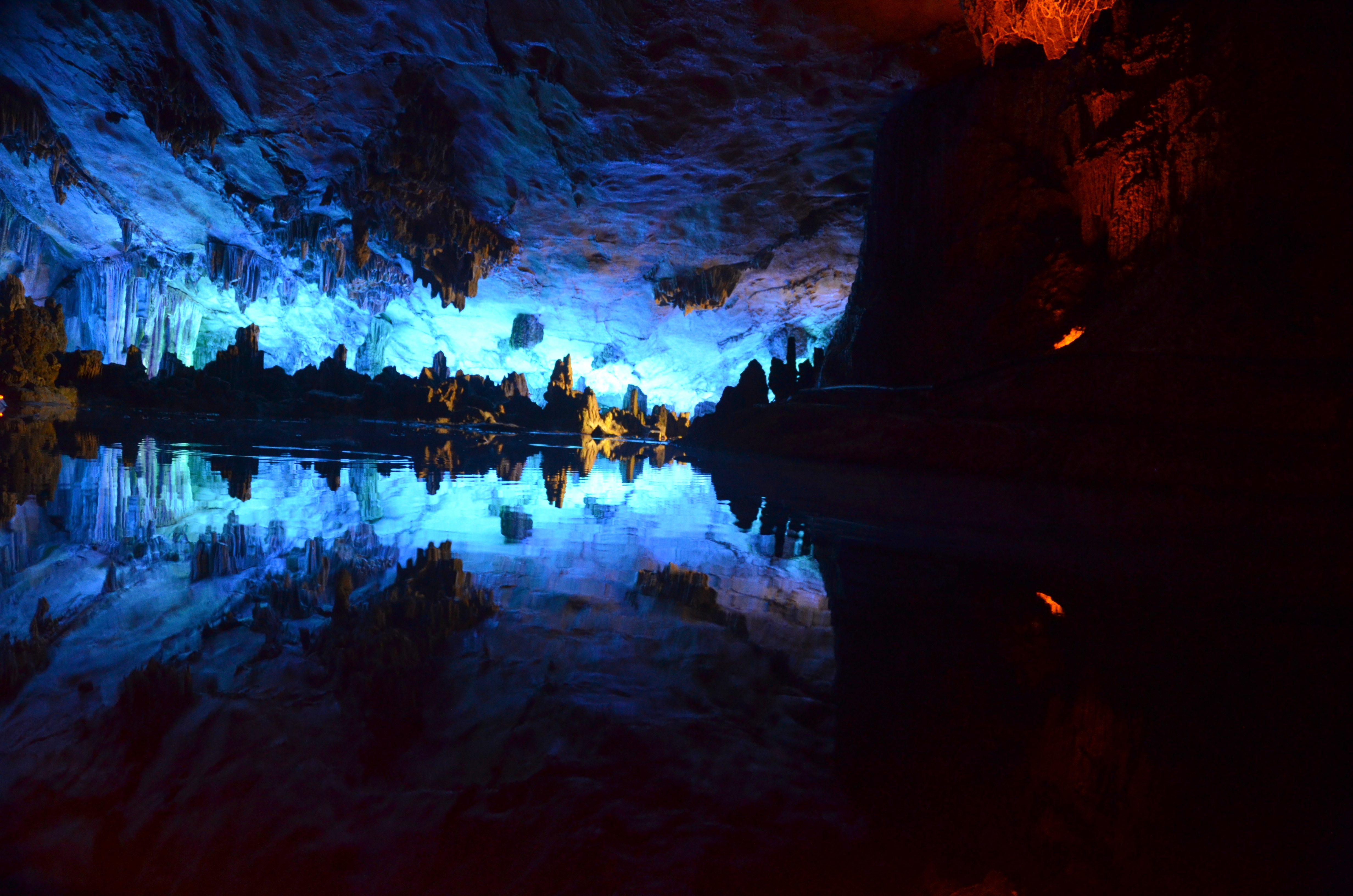
Schilfrohrflötenhöhle
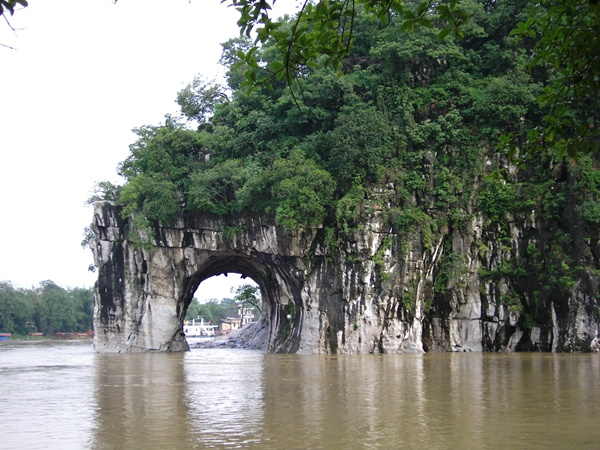
Elefantenrüsselberg
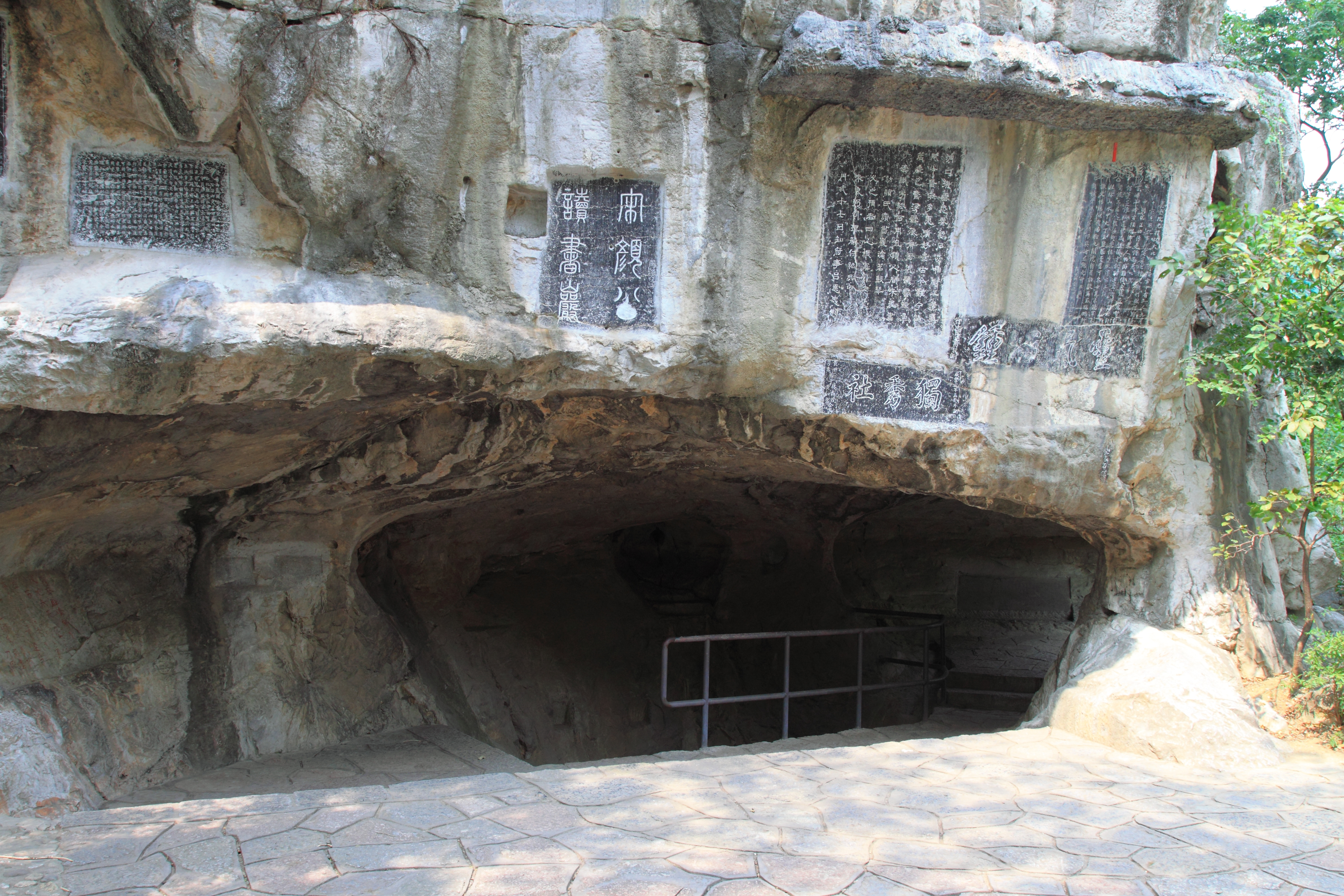
Gipfel der Einzigartigen Schönheit
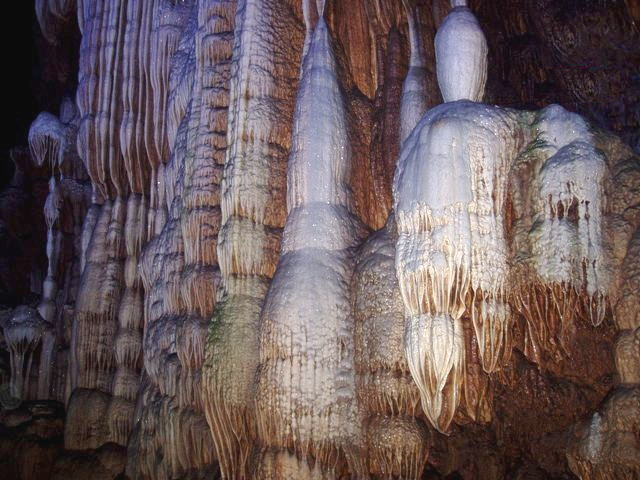
Höhle der Sieben Sterne
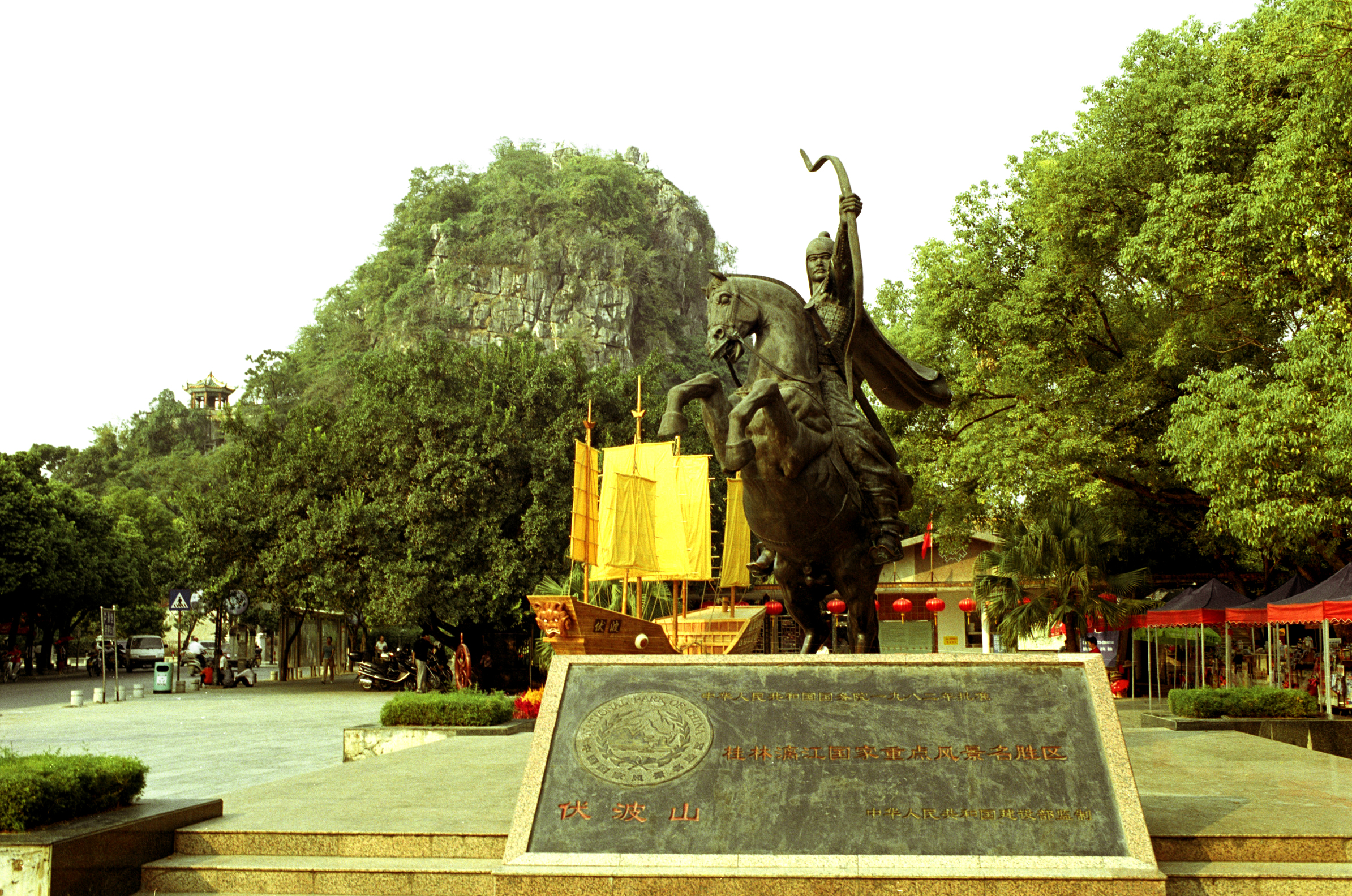
Berg Fubo
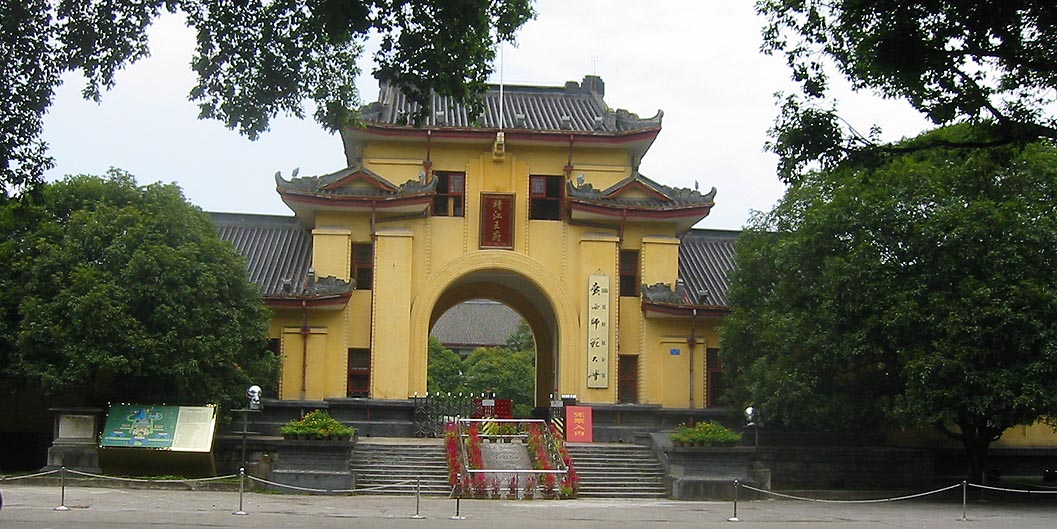
Stadt des Prinzen von Jingjiang

### Schilfrohrflötenhöhle
Die größte und beeindruckendste Höhle von Guilin ist die Schilfrohrflötenhöhle (芦笛岩,  Lúdíyán), die sich im Berg des Lichts nordwestlich der Stadt befindet. Sie hat ihren Namen von dem Schilfrohr, das am Eingang der Höhle wächst und aus dem man Flöten anfertigen kann. In der 240 m tiefen Tropfsteinhöhle bahnt sich der Besucher seinen 500 m langen Weg durch ein Meer von Stalaktiten und Stalagmiten. Eine Grotte, die „Kristallpalast des Drachenkönigs“ (龙王水晶宫,  Lóng Wáng Shuǐjīnggōng) genannt wird, fasst 1.000 Menschen. Die farbige Beleuchtung ist zwar eindrucksvoll, aber es wird dadurch auch der Moos- und Algenbewuchs gefördert.

### Elefantenrüsselberg
Der Elefantenrüsselberg (象鼻山,  Xiàngbíshān) steht am Zusammenfluss des Yangjiang und des Li Jiang. Er ähnelt einem Elefanten beim Wassertrinken und ist das Symbol der Stadt Guilin. Im vorderen Teil des Elefantenrüsselberges befindet sich eine Pagode. Laut einer Sage wurde hier ein Elefant beim Wassertrinken erstochen (durch die Pagode).

### Gipfel der Einzigartigen Schönheit
Der Gipfel der Einzigartigen Schönheit (独秀峰,  Dúxiùfēng) liegt mitten in der Stadt auf dem Campusgelände der pädagogischen Hochschule Guangxi. Von oben hat man einen Panoramablick über den Li-Fluss und die umliegenden Berge.

### Park der Sieben Sterne
Der Park der Sieben Sterne (七星公园,  Qīxīng Gōngyuán) liegt in der Stadt Guilin. Er hat seinen Namen von den sieben Bergen, die dem Sternbild des Großen Bären ähneln.
Im Park befindet sich ein kleiner Zoo, Blumenbeete sowie Spielmöglichkeiten für Kinder. Weiter gibt es hier noch eine Tropfsteinhöhle zu besichtigen. Als außergewöhnliche Attraktion der Kamelberg (骆驼山,  Luòtuoshān) – eine Felsgruppierung in Form eines Kamels.

### Berg der farbigen Schichten
Die Gesteinsschichten des Berges der farbigen Schichten (叠彩山,  Diécǎishān) erinnern an einen Stapel verschiedenfarbiger Seidenbänder.

### Fuboshan
Der Berg Fubo (伏波山,  Fúbōshān) ist ein einzelner Gipfel, der unvermittelt aus der Ebene empor steigt. Er ragt in den Li-Fluss hinein und blockiert so die Wellen. Fubo ist der Name eines Generals der Han-Dynastie, der einmal diesen Berg besuchte. Fubo bedeutet aber auch: „die Wellen blockieren“.

### Landschaft des Li-Flusses

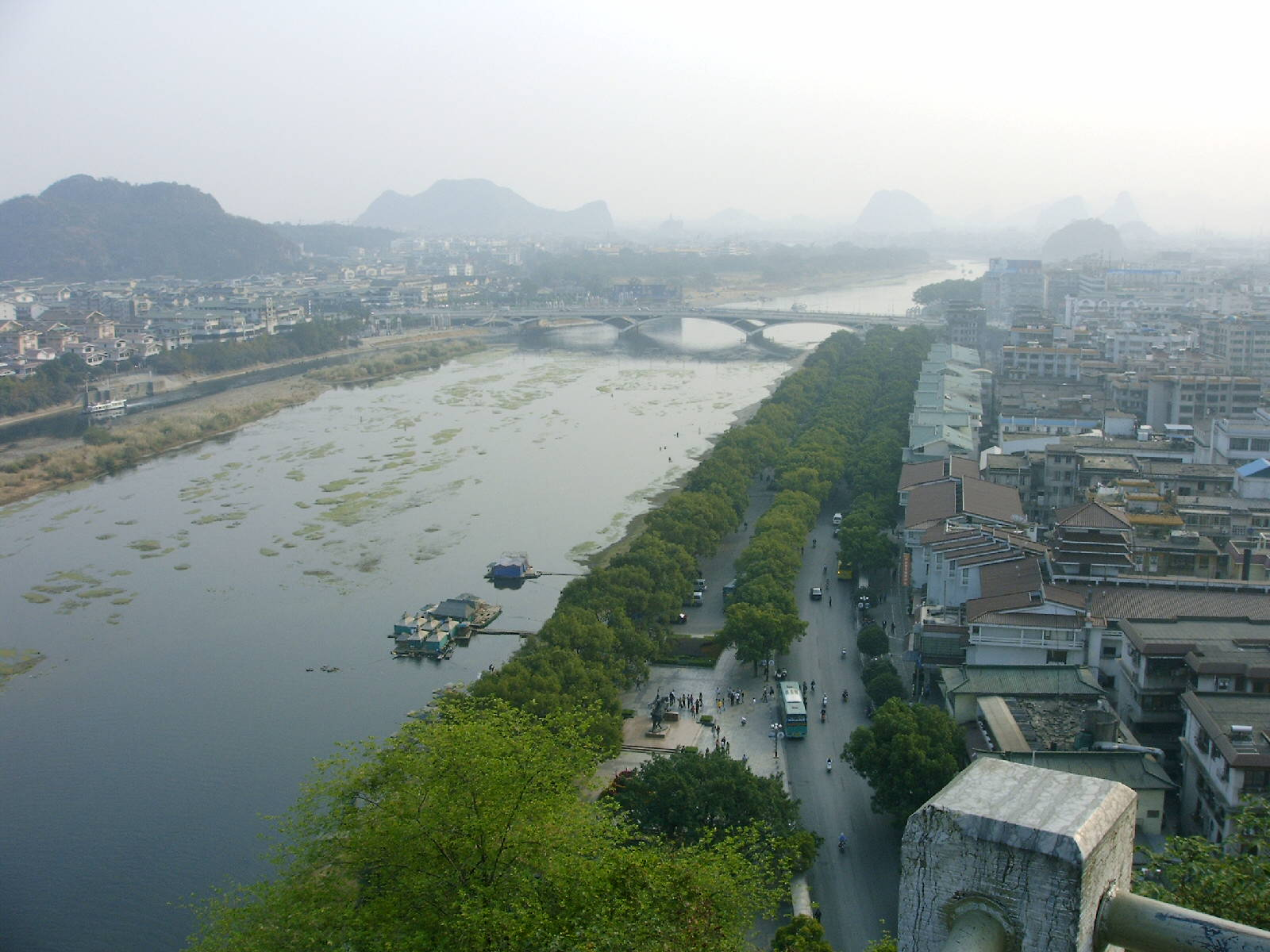
Li-Fluss vom Berg Fubo aus

Der Li-Fluss (Lijiang) entspringt am Katzenberg im Nordosten von Guangxi und fließt durch Guilin. Die malerische 40 km lange Strecke zwischen Guilin und Yangshuo wird von zahlreichen Touristenschiffen befahren. Direkt am Fluss zwischen beiden Städten, gibt es noch eine größere Höhle (Crown Cave) zu bewundern. Die meisten der Touristenschiffe machen hier Halt, um den Touristen das Besichtigen der Höhle zu ermöglichen.
Die Höhle zeichnet sich durch ihre Größe und ihre Vielfalt von Tropfsteinen aus. Unter anderem wird ein Teil der Höhle mit einem Boot befahren.
Auf dem Li-Fluss im Bereich von Yangshuo können einheimische Kormoranfischer beobachtet werden.

### Ming-Königsgräber
Im Nordosten der Stadt befinden sich Königsgräber aus der Ming-Zeit.
Die dazugehörigen Gebäude und Gebilde in der Stadt des Prinzen von Jingjiang (靖江王城,  Jìngjiāng Wángchéng) sind recht gut erhalten und vom Tourismus fast gar nicht frequentiert.

### Reisterrassen von Longsheng
Etwa 100 km entfernt von der Stadt Guilin befinden sich in einem überwiegend von der Yao-Minderheit bewohnten Gebiet die Reisterrassen von Longsheng.

### Sonstige innerstädtischen Sehenswürdigkeiten und Attraktionen

#### Zhongshanlu
Die Zhongshanlu (中山路,  Zhōngshānlù – „Sun-Yatsen-Straße“) ist die Einkaufsstraße von Guilin. Neben Kaufhäusern befinden sich hier auch mehrere Läden und Boutiquen. Abends werden einige Seitenstraßen der Zhongshanlu für den Verkehr gesperrt. Hier werden dann an Marktstände Souvenirs, Kleidungsstücke aber auch andere Artikel wie Spielzeug oder Obst und Gemüse angeboten.
Direkt an der Zhongshanlu befindet sich ein großer Platz mit einer Freilichtbühne. Hier finden im Sommer des Öfteren Vorstellungen aber auch Freilichtausstellungen statt.
Direkt daneben befindet sich das Lijiang Waterfall Hotel, an welchem gelegentlich abends auch Lichtspielereien und der vom Hoteldach herunterkommende Wasserfall bestaunt werden können.

## Galerie

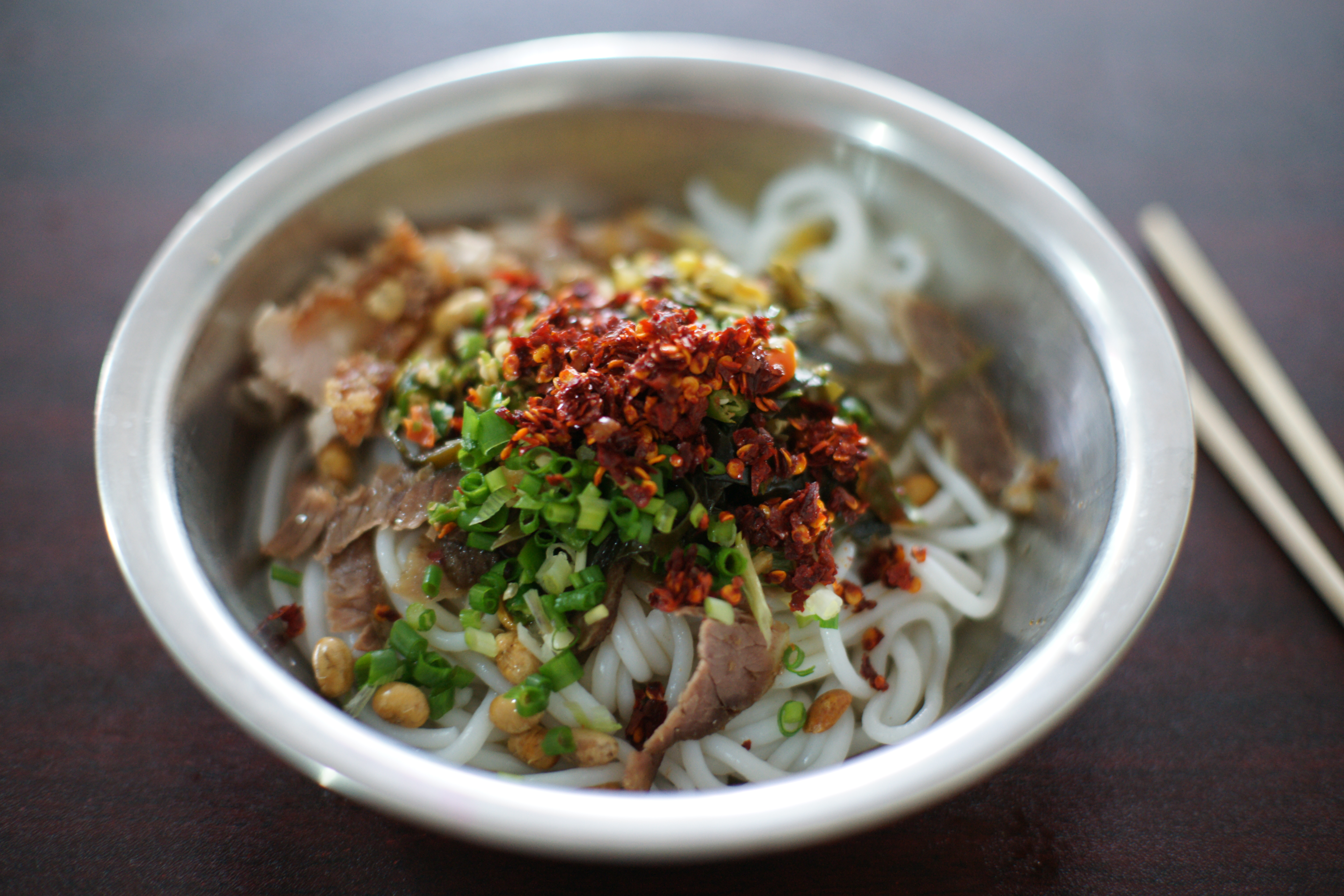
Reisnudeln nach Guilin-Art
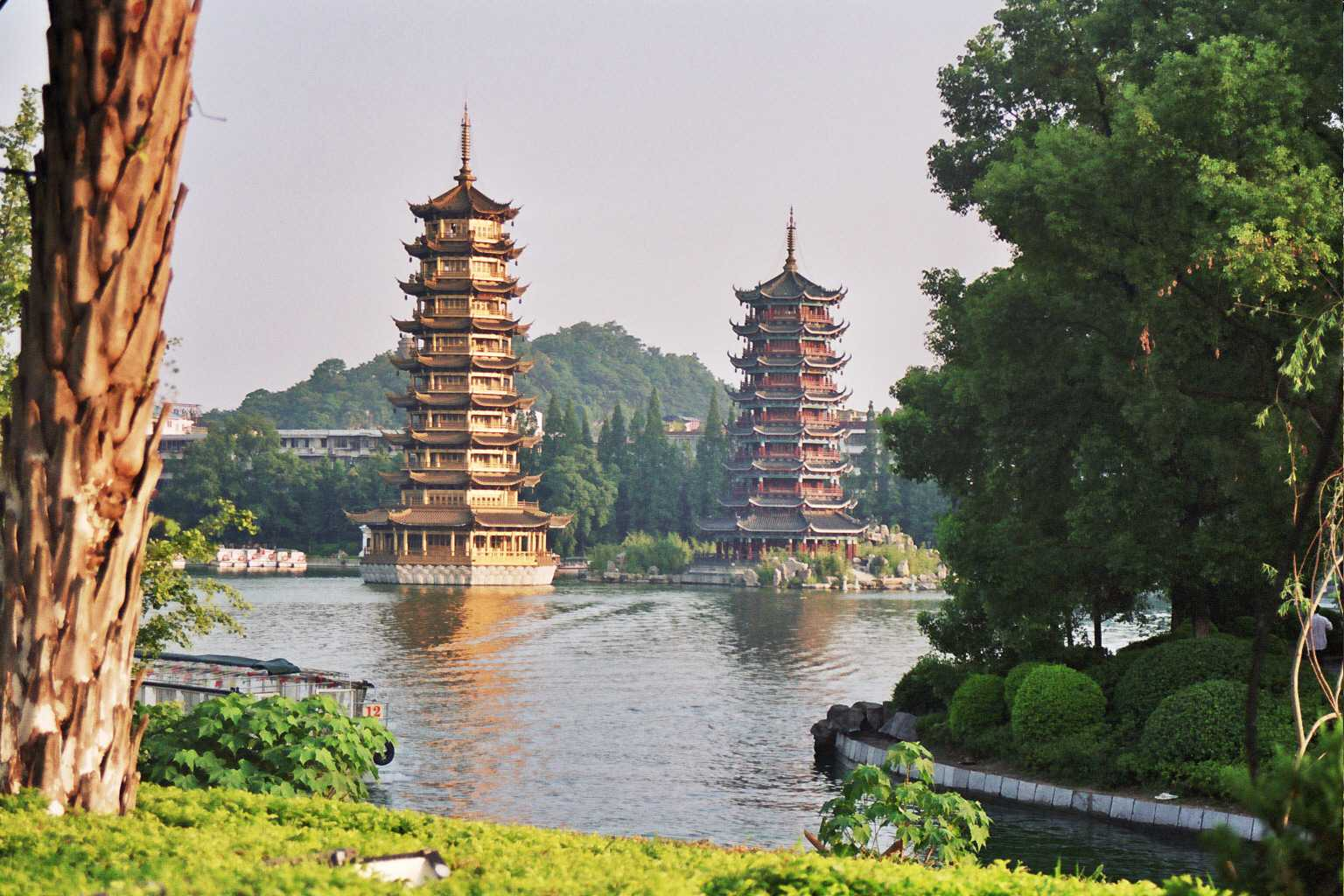
Pagoden am Shanhu-See
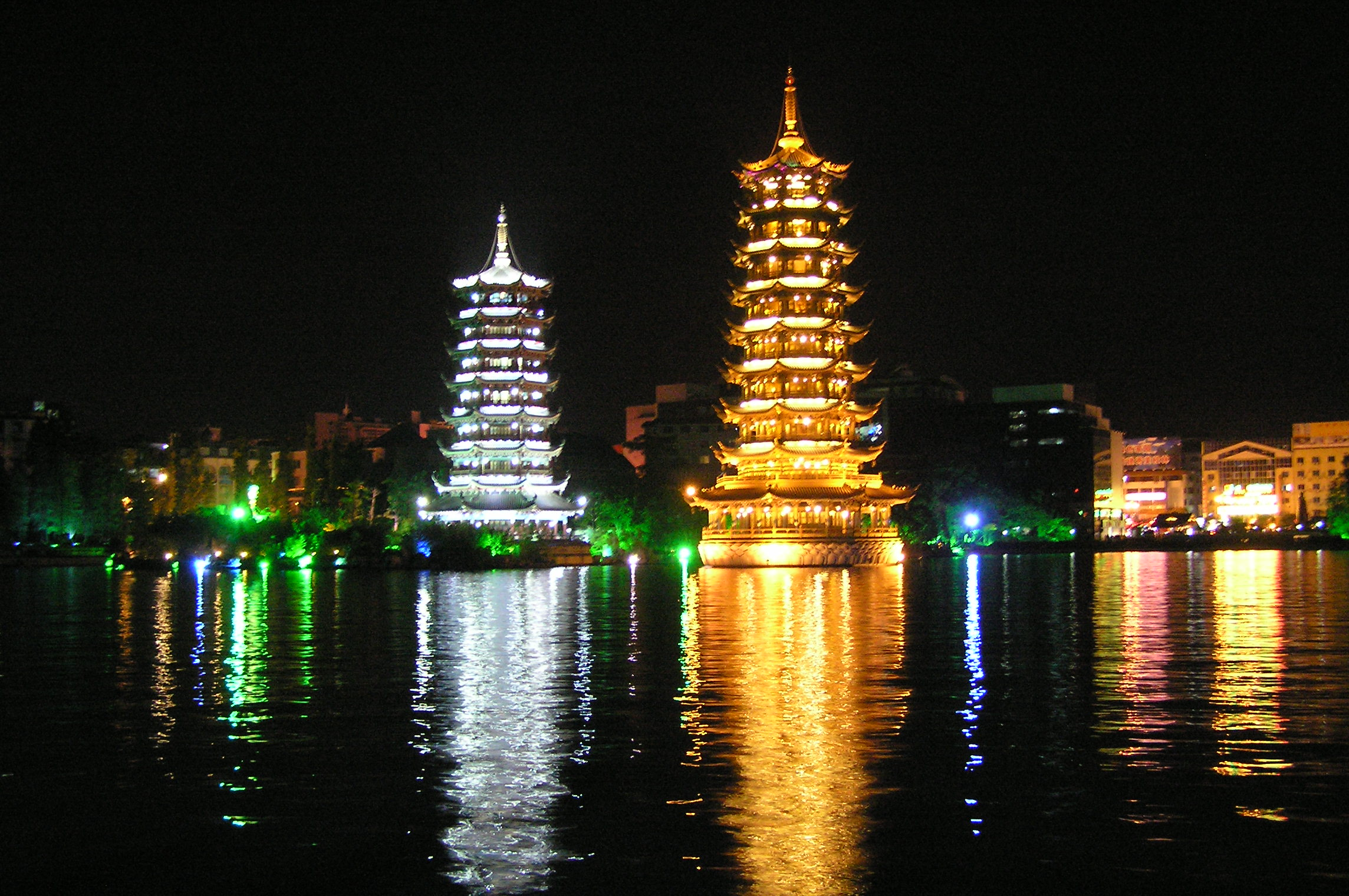
Shanhu-See bei Nacht
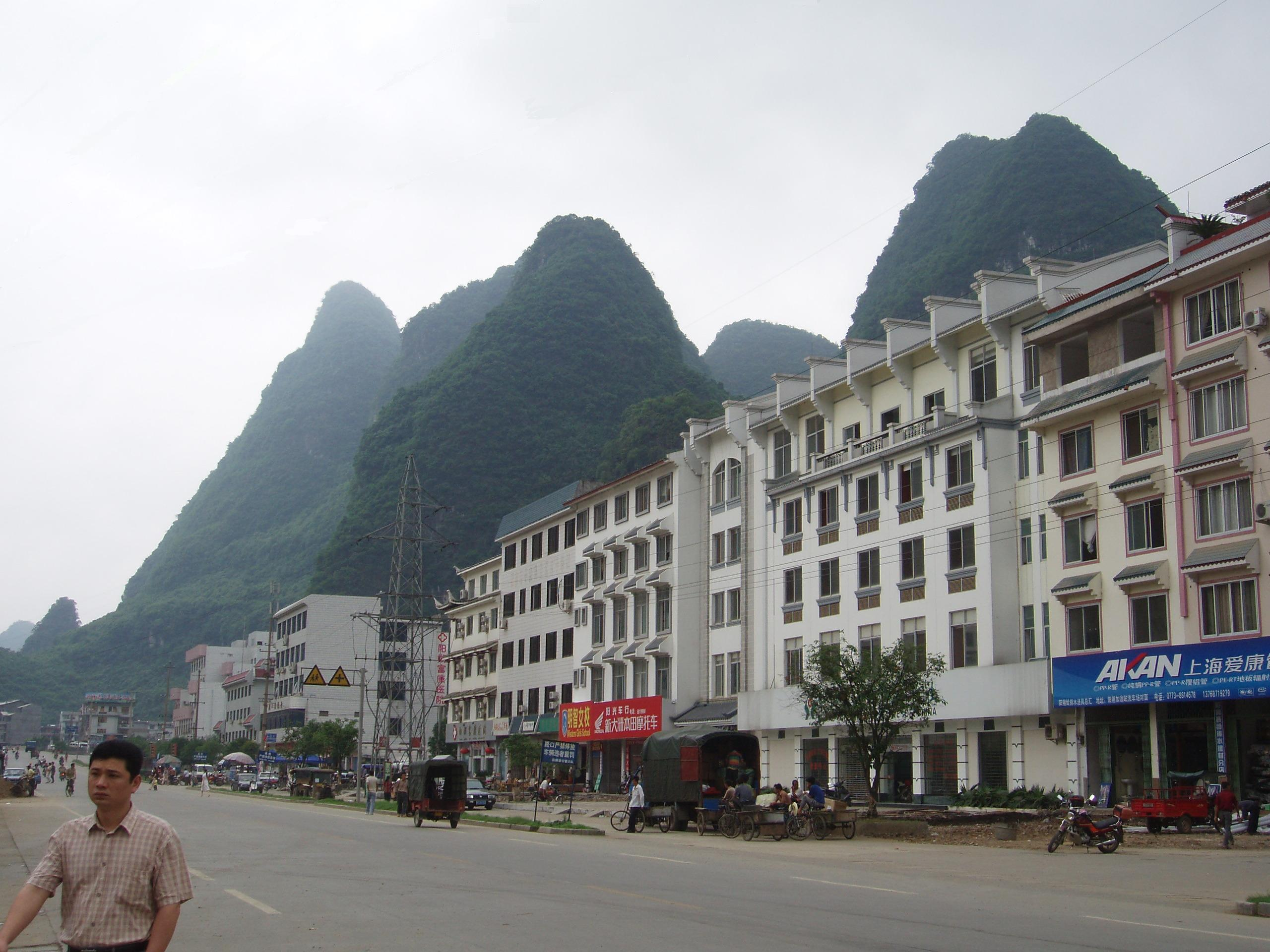
Straßenviertel bei Yangshuo
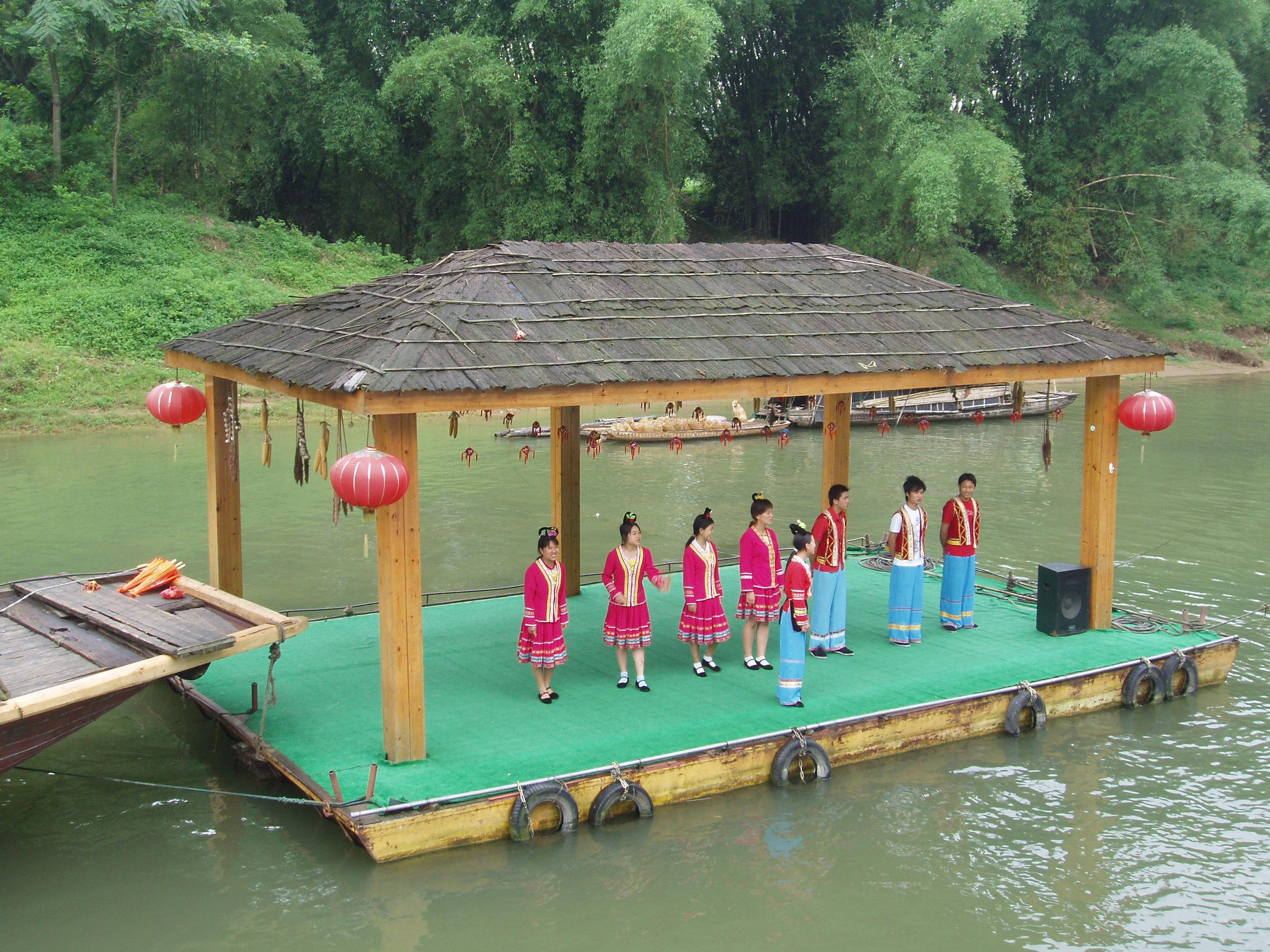
Zhuang-Minderheit

## Söhne und Töchter der Stadt
- Li Zongren (1890–1969), General und Politiker
- Bai Xianyong (* 1937), Autor
- Tang Lingsheng (* 1971), Gewichtheber
- Liu Song (* 1972), argentinischer Tischtennisspieler chinesischer Herkunft
- Mo Huilan (* 1979), Kunstturnerin[22]
- Li Ting (* 1987), Wasserspringerin
- Shi Zhiyong (* 1993), Gewichtheber

## Klimatabelle
|                       | Jan  | Feb  | Mär  | Apr  | Mai  | Jun  | Jul  | Aug  | Sep  | Okt  | Nov  | Dez  |   |      |
| Mittl. Tagesmax. (°C) | 11,9 | 12,5 | 16,8 | 22,4 | 27,4 | 30,4 | 32,9 | 33,0 | 30,6 | 25,6 | 20,0 | 14,7 | ⌀ | 23,2 |
| Mittl. Tagesmin. (°C) | 5,2  | 6,5  | 10,5 | 15,6 | 20,2 | 23,2 | 24,9 | 24,4 | 21,9 | 17,3 | 11,9 | 6,9  | ⌀ | 15,8 |
|                       |      |      |      |      |      |      |      |      |      |      |      |      |   |      |
| Niederschlag (mm)     | 55   | 86   | 129  | 263  | 334  | 320  | 206  | 168  | 72   | 93   | 81   | 47   | Σ | 1854 |
|                       |      |      |      |      |      |      |      |      |      |      |      |      |   |      |
| Regentage (d)         | 14   | 15   | 18   | 21   | 19   | 17   | 16   | 15   | 9    | 10   | 10   | 10   | Σ | 174  |

| 5,2 |

| 6,5 |

| 10,5 |

| 15,6 |

| 20,2 |

| 23,2 |

| 24,9 |

| 24,4 |

| 21,9 |

| 17,3 |

| 11,9 |

| 6,9 |

| 5,2 |

| 6,5 |

| 10,5 |

| 15,6 |

| 20,2 |

| 23,2 |

| 24,9 |

| 24,4 |

| 21,9 |

| 17,3 |

| 11,9 |

| 6,9 |